# Gesellschaft für deutsche Sprache

GfdS logotyp.

Gesellschaft für deutsche Sprache (GfdS), 'Sällskapet för tyska språket', är en förening, huvudsakligen statligt finansierad, som tagit till uppgift att bevara och utforska det tyska språket och att påvisa språkets funktion i globala sammanhang. GfdS granskar därvid kritiskt språkets utveckling och ger rekommendationer för språkets användning.